# Mediana de Voltoya (kommun)
Mediana de Voltoya är en kommun i Spanien.   Den ligger i provinsen Provincia de Ávila och regionen Kastilien och Leon, i den centrala delen av landet, 80 km väster om huvudstaden Madrid. Antalet invånare är 101.